# فيكرز تايب 123
فيكرز تايب 123 (بالإنجليزية: Vickers Type 123)‏ هي طائرة مقاتلة ذات السطحين والمقعد الواحد صممتها وبنتها شركة فيكرز المحدودة كمشروع الخاص. أنتجت في المملكة المتحدة. من صناعة فيكرز المحدودة. كان أول طيران لها في 11 سبتمبر 1926. انتهت خدمتها في 1930.
تم تعديل نوع فقط 123 في وقت لاحق في نوع 141 ولكن لم يفزز بأي أوامر ألغيت في 1930.